# Сан-Симпличано
Сан-Симпличано (итал. La Basilica di San Simpliciano) — римско-католическая церковь в центре Милана, регион Ломбардия, Италия. Расположена на площади Сан-Симпличано, на стороне улицы Корсо Гарибальди. Церковь построена в IV веке по заказу миланского епископа Святого Амвросия Медиоланского. Наряду с «Дворцовой базиликой» (Вasilica palatina, или Базилика Сан-Лоренцо-Маджоре), Базиликой профетарум (лат. Basilica Рrophetarum — Базилика пророков, позднее: Сан-Диониджи (итал. Basilica di San Dionigi, не сохранилась) и Базиликой святых апостолов (позднее Базилика Сан-Надзаро-ин-Броло) является одной из четырёх древнейших «амброзианских базилик» города позднеримского периода, когда Медиолан (современный Милан) был столицей Западной Римской империи (с 286 по 402 год).
Первое название церкви — «Базилика Девственниц» (лат. Basilica Virginum). Она была посвящена Пресвятой Деве Марии и другим Святым Девам (в то время ещё не существовало обычая посвящать храмы какому-либо одному святому). В дальнейшем храм был посвящён святому Симплициану, преемнику Амвросия в качестве епископа Миланского.

## История
В III веке на месте церкви располагалось языческое кладбище. Дабы освятить это место, святой Амвросий заказал строительство Базилики Вирджинум («Базилика Девственниц»), которое было завершено его преемником Симплицианом (похороненным позднее в этой же церкви) между 590 и 615 годами. В девятом веке вокруг церкви был построен бенедиктинский монастырь.
В 1176 году базилика получила известность в связи с победой миланцев в битве при Леньяно 29 мая 1176 года, сражении, в ходе которого ополчения Ломбардской лиги разгромили войска императора Священной Римской империи Фридриха Барбароссы. По преданию, три мученика, защищавшие римское христианство, — Мартирио, Сизинио и Алессандро — явились из могил в виде голубей, которые сели на «священную повозку-алтарь» Карроччо (Carroccio), запряжённую волами, несущими святой крест, и возвестили победу. Тела мучеников были перезахоронены в алтаре церкви. Каждый год 29 мая в церкви проходит празднование в память победы при Леньяно, а с площади перед храмом выпускают белых голубей.
В ночь с 6 на 7 апреля 1252 года в церкви было «обретено» нетленное тело Петра Веронского (впоследствии святого Петра Мученика). Увидеть чудо пришло великое множество людей, и так возник местный культ Петра Мученика.
Между XII и XIII веками церковь перестраивали в типично романскую базилику; вместо оригинальной деревянной стропильной крыши были возведены своды и купол. Первоначальные стены сохранились до высоты 22 метров. В конце XV века, благодаря завещанию аббата Джана Алименто Негри, был расширен монастырь, а конха апсиды церкви в 1508 году была украшена фреской «Коронование Девы», шедевром эпохи Возрождения работы Амброджо Бергоньоне.
В 1517 году монастырь был передан под контроль бенедиктинцев Монтекассино. Бенедиктинские монахи оставались здесь до 1798 года, когда монастырь был секуляризован, и на время был превращён в казармы. В XVI веке испанский губернатор Ферранте Гонзага приказал снизить колокольню на 25 метров. Купол и боковые крылья также были изменены в 1582 году.
Между 1838 и 1841 годами по инициативе приходского священника из-за общего износа здания церковь подверглась значительной перестройке в неоклассическом и неоготическом стилях архитектором Джулио Алуизетти. От древней базилики до нас дошли только остатки сакристии, расположенной к северу от апсиды.

## Архитектура и произведения искусства
Фасад базилики, который до настоящего времени сохраняет нижнюю часть средневековой постройки, был реконструирован в 1870—1871 годах архитектором Мачакини. На центральном портале сохранились оригинальные рельефы романского периода, на которых изображены святые Амброджо, Сатиро, Гервазио, Протасио, Симплициано, Эусторджо, а два боковых портала являются современными дополнениями Мачакини. Верхняя часть с изящными окнами с колонками стилизована под средневековую архитектуру.
Интерьер выполнен в плане латинского креста с тремя нефами и трансептом. Главный алтарь в виде классической ротонды воздвиг Алуизетти в 1839 году; по сторонам — две мраморные статуи, изображающие Святого Амвросия и Карло Борромео, обе работы Алессандро Путтинати. Рядом с пресбитерием, под восьмиугольной лантерной расположены два небольших каменных хора, они обрамляют вход в апсиду, поддерживают органы и украшены фресками Аурелио Луини, сына Бернардино Луини. В 1927 году были добавлены витражи, изображающие эпизоды битвы при Леньяно.
В 1932 году в окнах фасада были размещены восемь витражей работы Карло Форни, изображающие эпизоды из жизни Святого Бенедикта.
Боковые капеллы украшены произведениями искусства разных эпох, от ренессанса до барокко, рококо и неоклассицизма. В правом трансепте находится картина Алессандро Варотари (Падованино), изображающая поражение при Каммолези. На западной стене трансепта изображена сцена «Обручения Святой Девы Марии» Камилло Прокаччини.

## Галерея

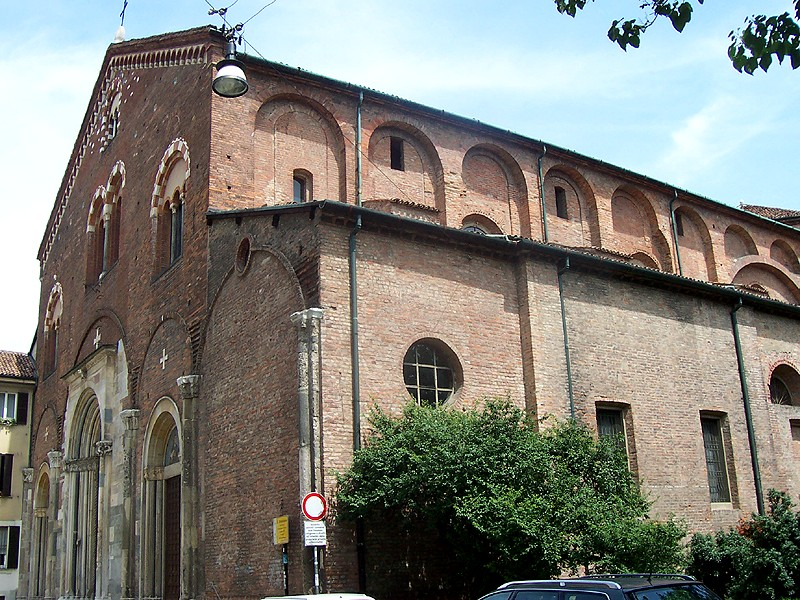
Южный фасад церкви
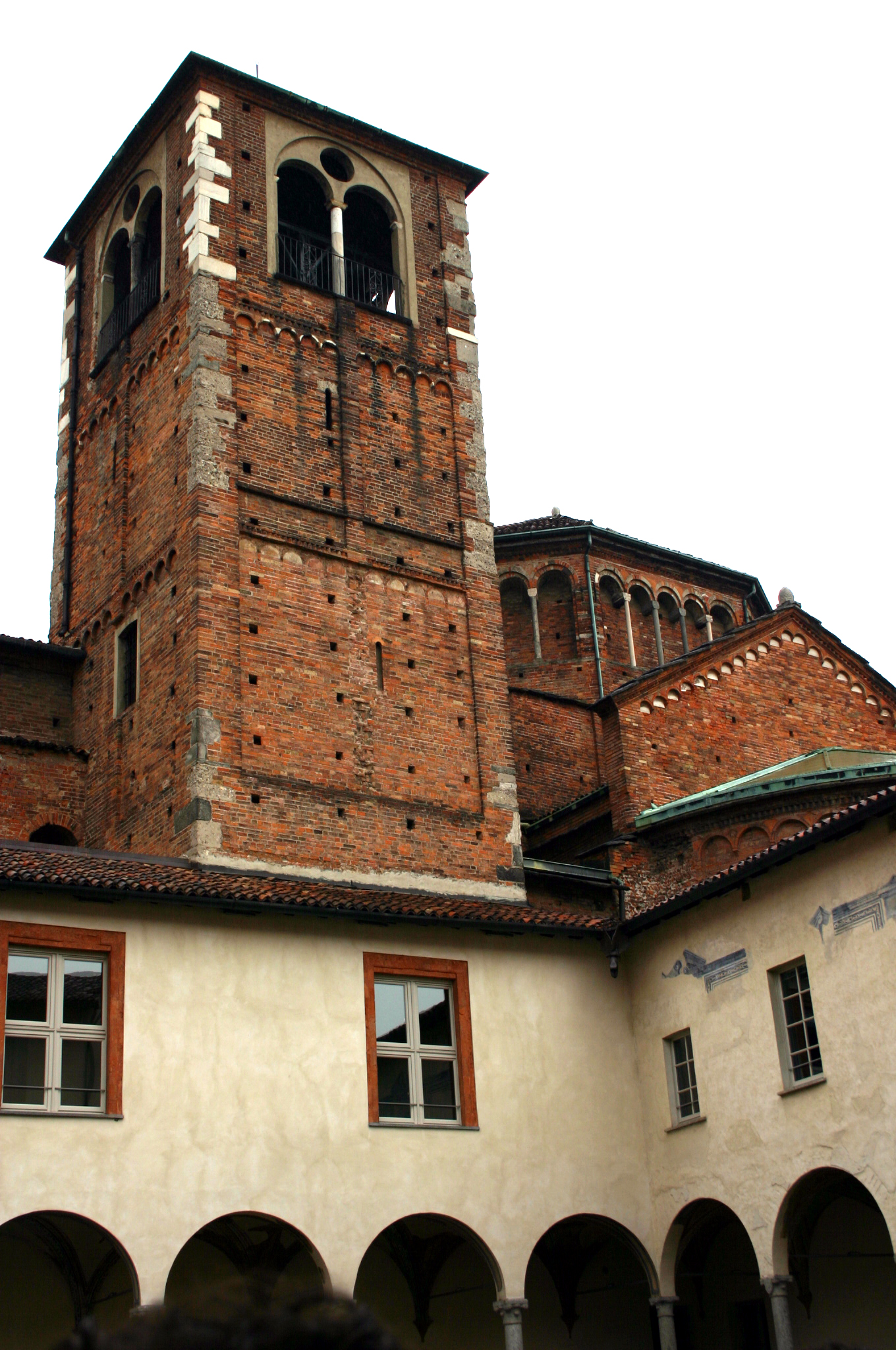
Кампанила (колокольня)
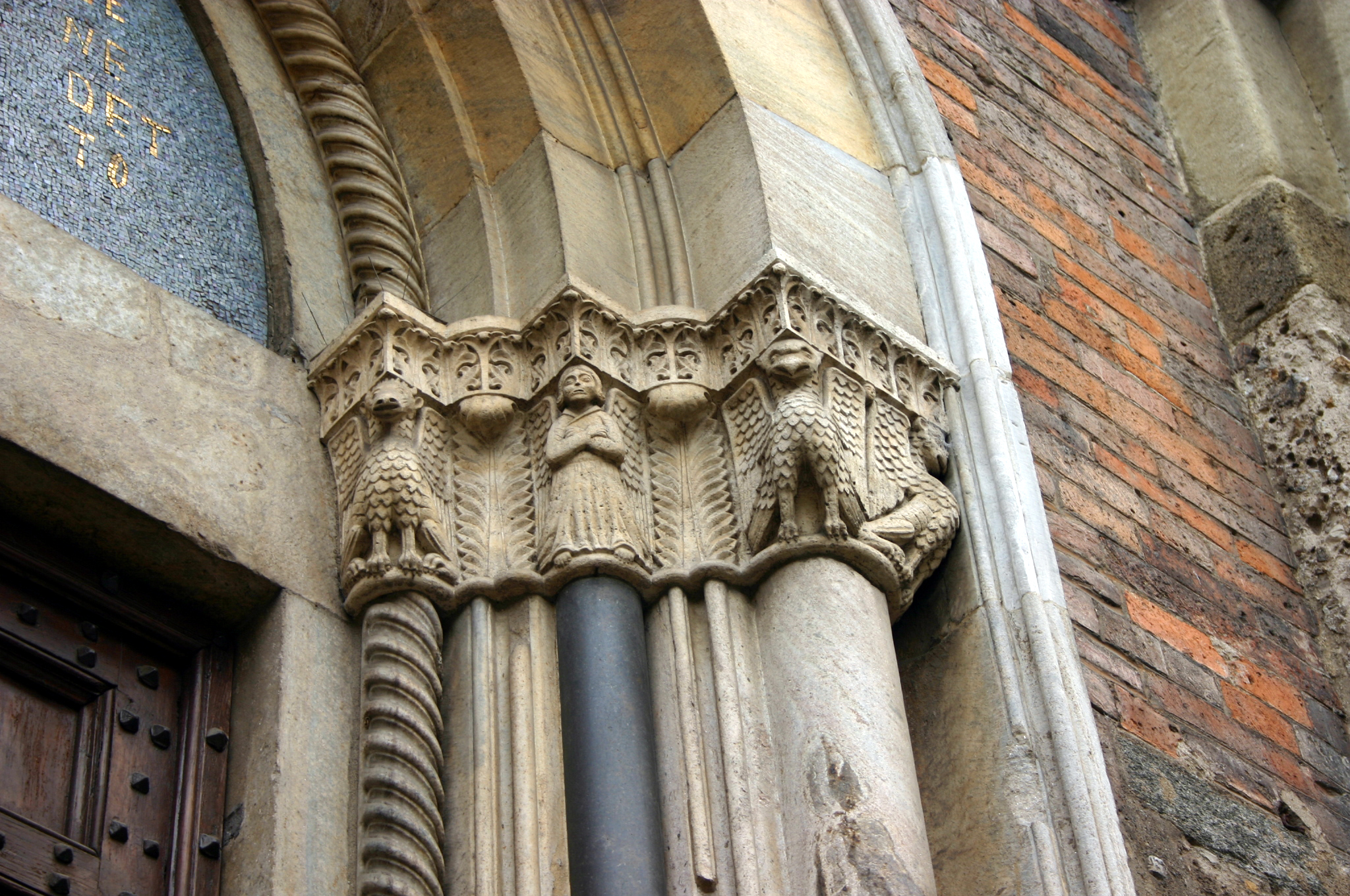
Капители портала
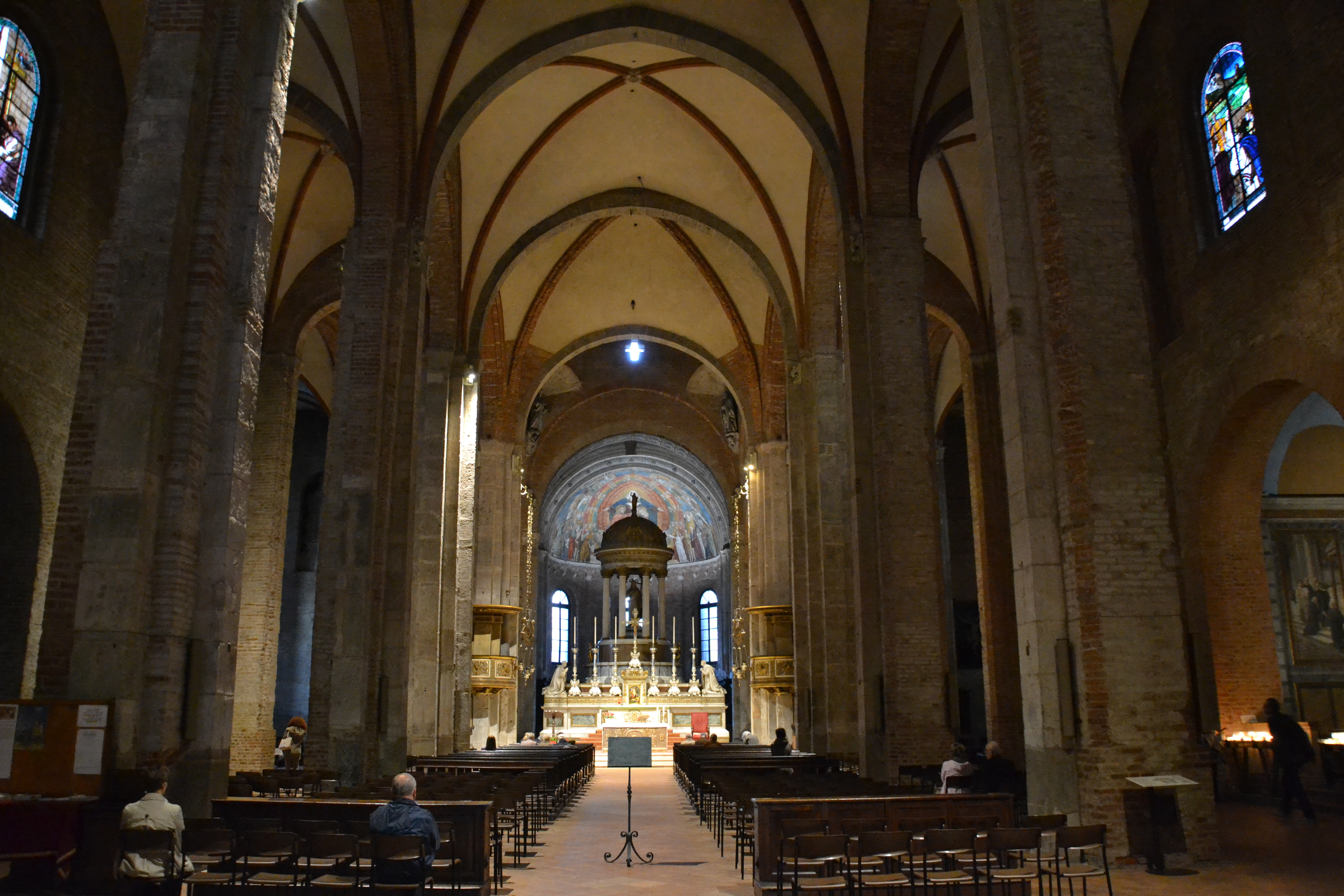
Интерьер
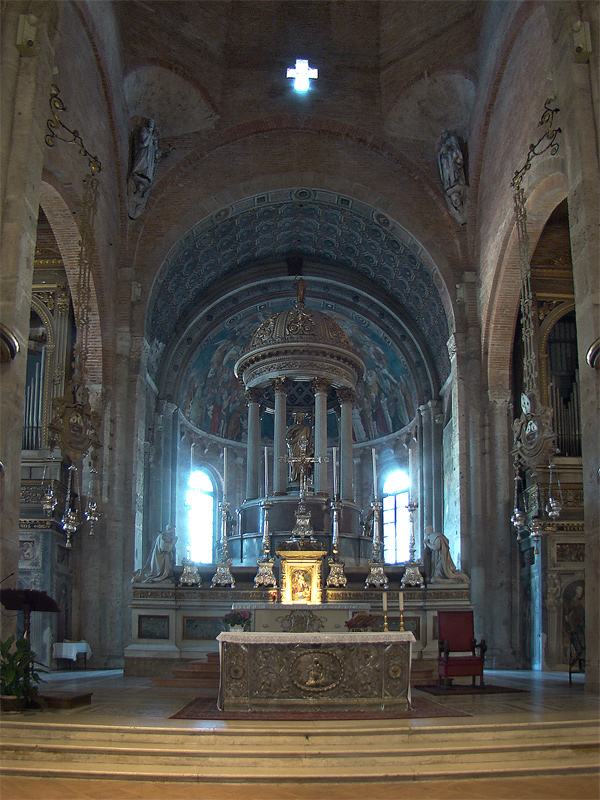
Главный алтарь
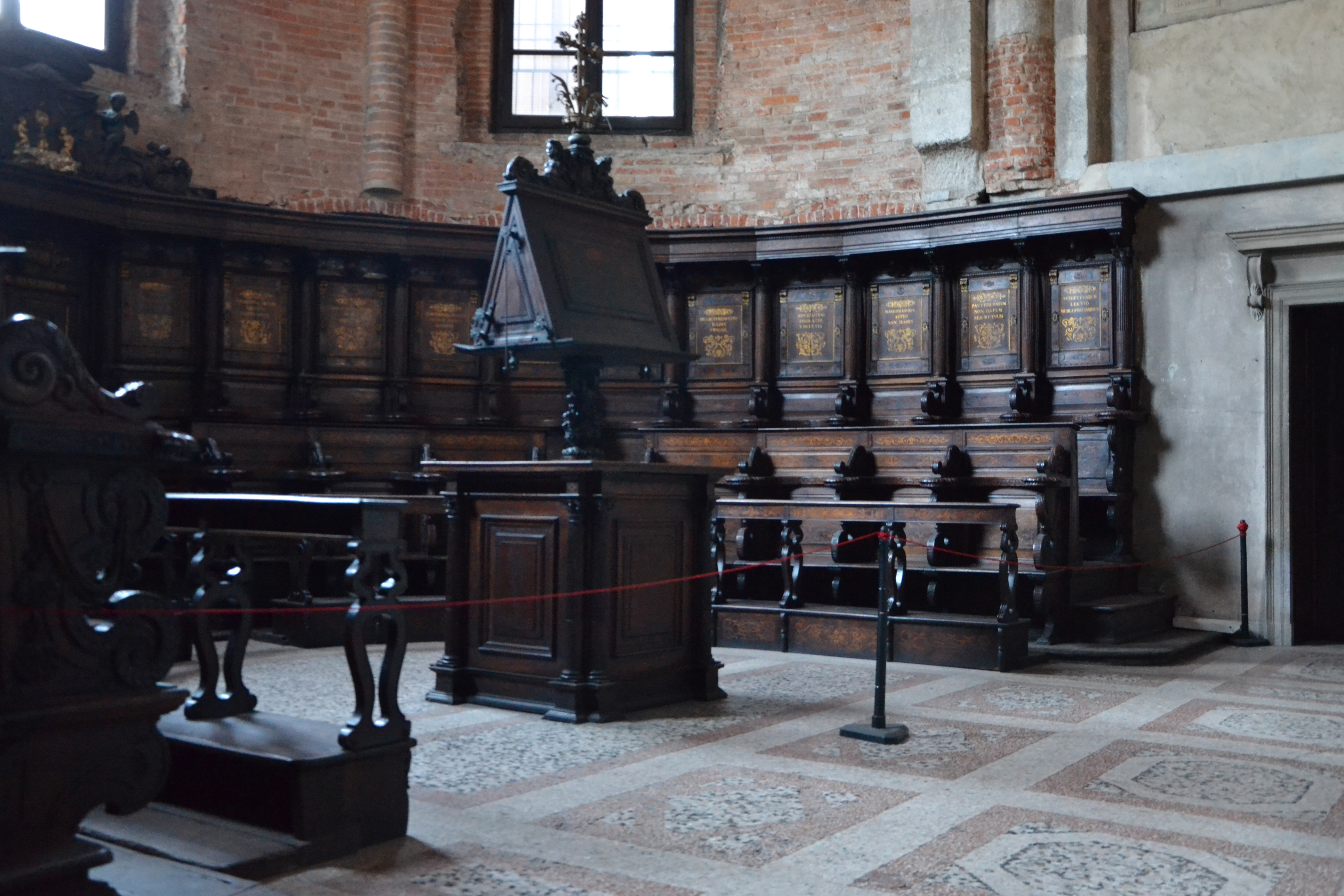
Кресла хора
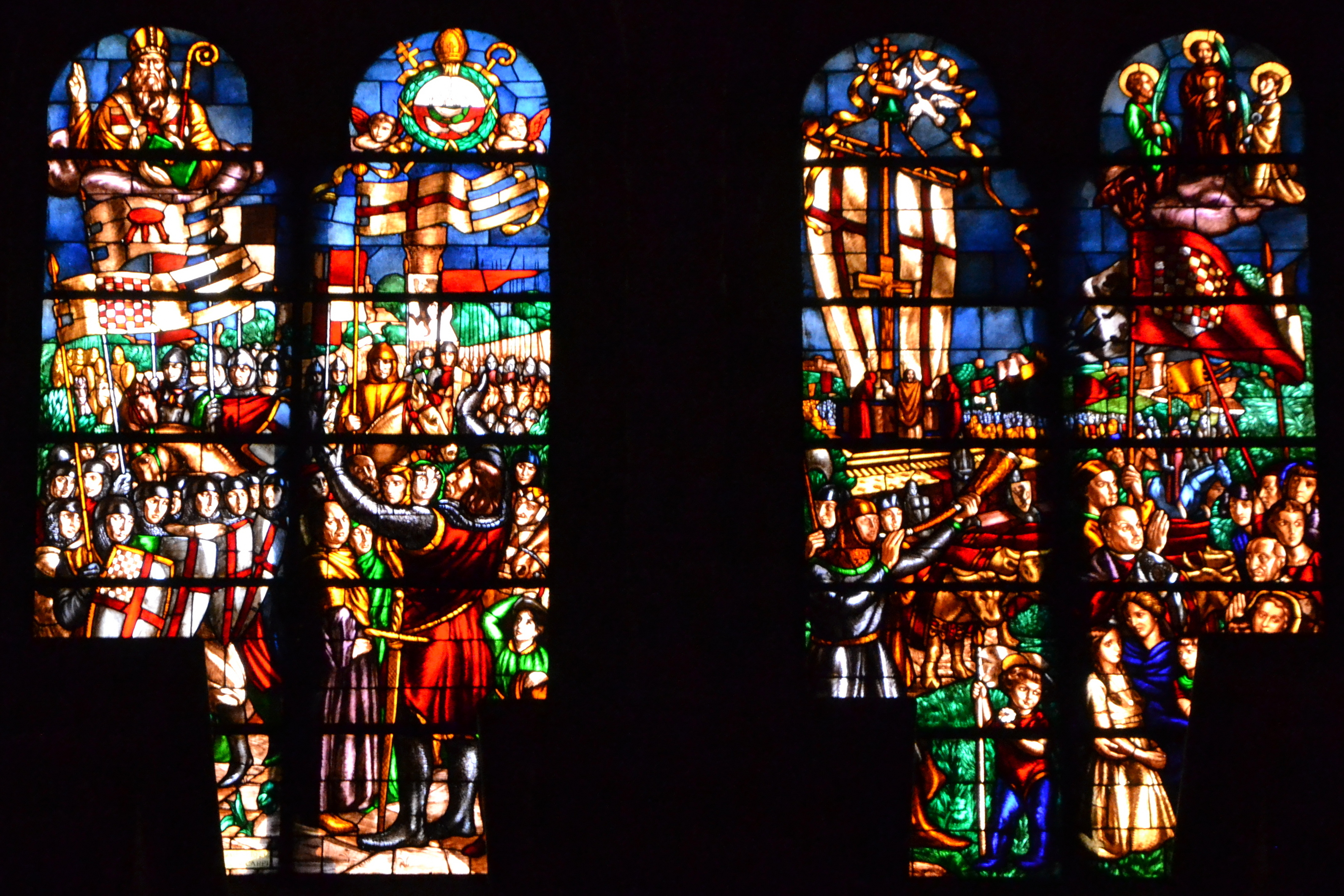
Витражи «История карроччо»
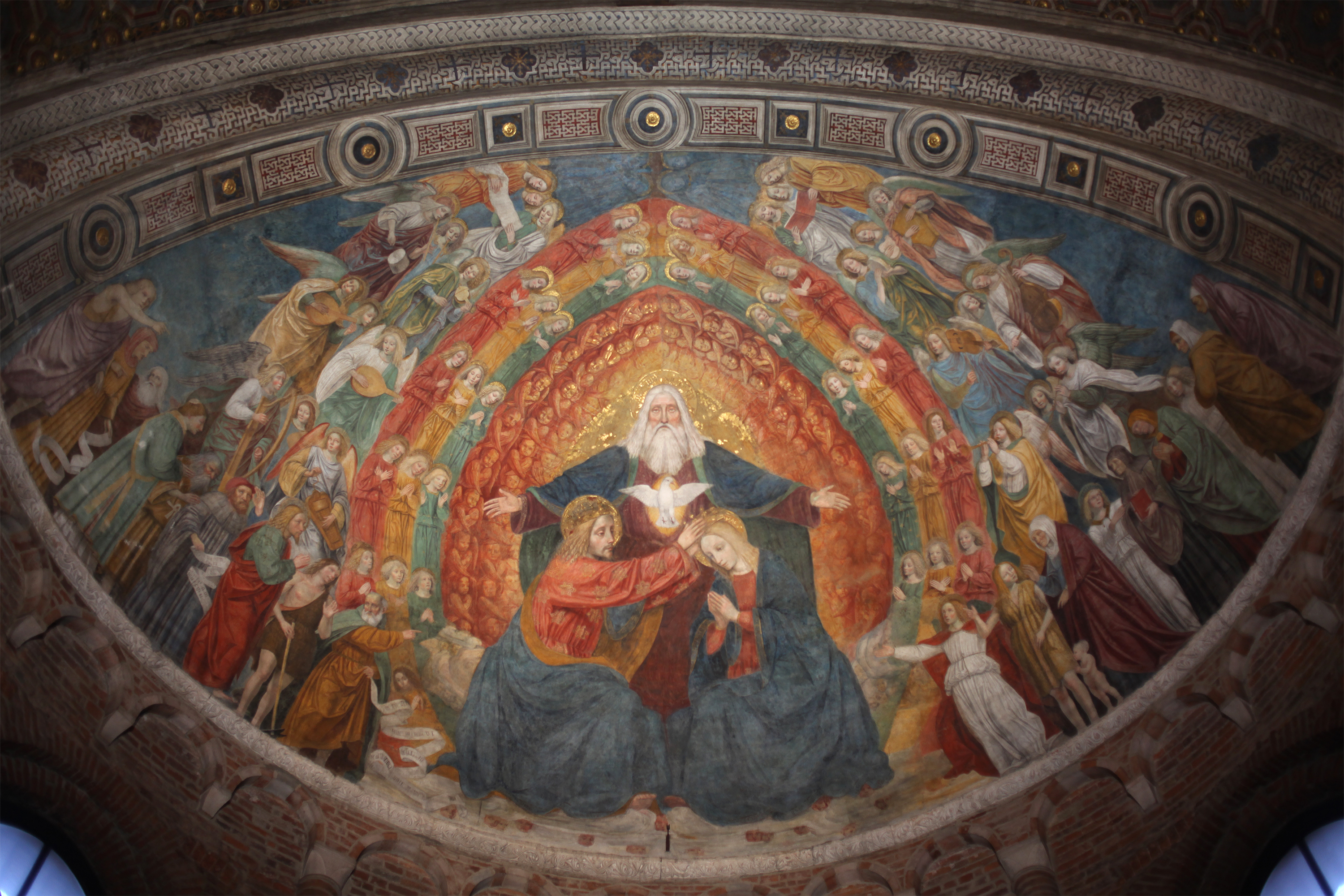
Бергоньоне. Коронование Девы. Фреска конхи апсиды. 1508
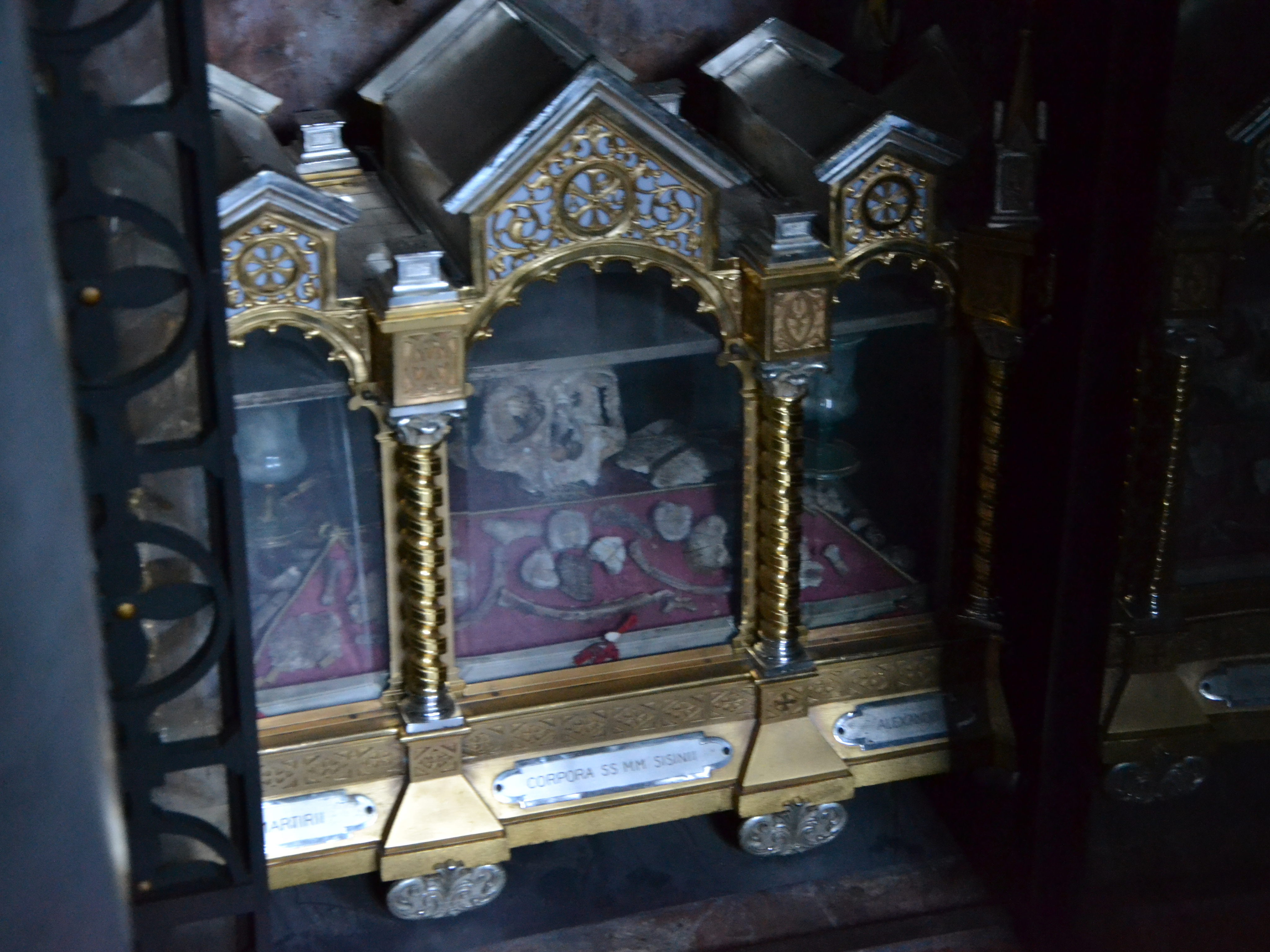
Мощи трёх святых мучеников: Мартирио, Сизинио и Алессандро